# Ptychadena bibroni
Ptychadena bibroni és una espècie de granota que viu a Burkina Faso, Camerun, República Centreafricana, el Txad, República Democràtica del Congo, Costa d'Ivori, Gàmbia, Ghana, Guinea, Libèria, Mali, Nigèria, Senegal, Sierra Leona, Togo i, possiblement també, a Benín, Guinea Bissau i Sudan.